# Mieke Senftleben

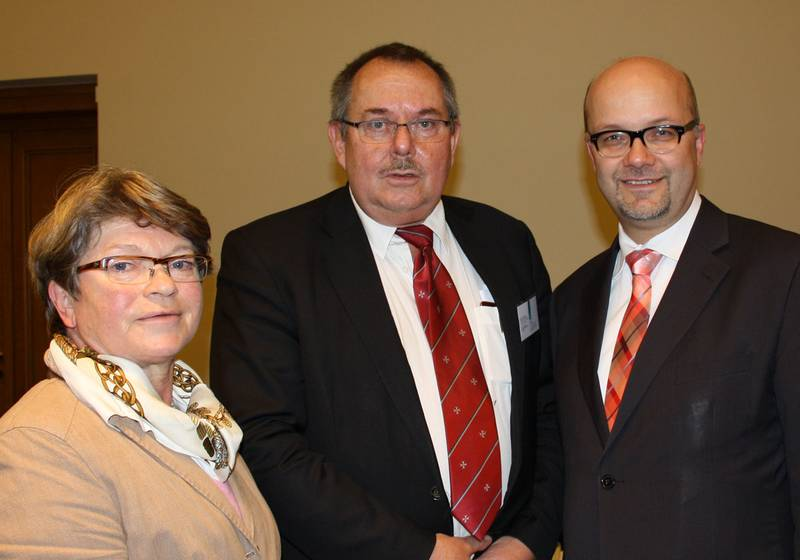
Mieke Senftleben mit Fritz Felgentreu nach ihrer Wahl zur stellvertretenden Berliner Volksbund-Landesvorsitzenden

Mieke Senftleben (* 25. Oktober 1952 in Delmenhorst) ist eine deutsche Politikerin (FDP).

## Leben und Beruf
Nach dem Abitur absolvierte Mieke Senftleben ein Lehramtsstudium an der Pädagogischen Hochschule Bonn, welches sie 1974 mit dem ersten Staatsexamen für das Lehramt an Grund- und Hauptschulen beendete. Das anschließende Referendariat schloss sie 1976 mit dem zweiten Staatsexamen ab. Danach war sie bis 1981 als Lehrerin tätig. Von 1983 bis 1986 lebte sie mit ihrer Familie in Paris. Danach war sie von 1986 bis 1992 in Alfter als selbständige Galeristin tätig. 1992 zog sie mit ihrer Familie nach Berlin um. Hier arbeitete sie von 2000 bis 2001 als selbständige PR-Managerin. Anschließend war sie von Juni bis Oktober 2001 wissenschaftliche Mitarbeiterin der Bundestagsabgeordneten Cornelia Pieper.
Mieke Senftleben ist verheiratet und hat mit ihrem Mann Axel fünf Kinder großgezogen.

## Partei
Sie ist seit 1986 Mitglied der FDP. Von 1994 bis 2000 gehörte sie dem FDP-Landesvorstand in Berlin an und war von 1997 bis 2000 stellvertretende FDP-Landesvorsitzende. Mieke Senftleben war von 2004 bis 2008 Landesvorsitzende der Liberalen Frauen Berlin. Von 2008 bis 2010 war sie Vorsitzende der Bundesvereinigung der Liberalen Frauen. Im Mai 2011 wurde sie als Beisitzerin in den Bundesvorstand der FDP gewählt. Von März 2012 bis 2014 war Mieke Senftleben stellvertretende Landesvorsitzende der FDP Berlin.
Auf der Landesvertreterversammlung der Berliner FDP am 28. März 2009 kandidierte Senftleben für den aussichtsreichen dritten Platz der Bundestagsliste, unterlag jedoch dem MdB Hellmut Königshaus mit 130 zu 214 Stimmen.

## Abgeordnete
Von 2001 bis 2011 war Mieke Senftleben Mitglied des Abgeordnetenhauses von Berlin. Hier war sie Sprecherin der FDP-Fraktion für Bildung, Sport und Religionsgemeinschaften. Seit März 2010 war sie zusätzlich Sprecherin für Soziales. Sie war Beisitzerin im Präsidium des Abgeordnetenhauses.
Bei der Wahl zum Abgeordnetenhaus von Berlin 2011 zog die FDP nicht mehr in Abgeordnetenhaus ein und ihr Mandat endete.

## Ehrenamt
Seit dem 24. März 2014 ist Mieke Senftleben stellvertretende Vorsitzende des Landesverbands Berlin des Volksbund Deutsche Kriegsgräberfürsorge.